# Pyralosis
Pyralosis is een geslacht van vlinders van de familie snuitmotten (Pyralidae).

## Soorten
- P. boudinoti Leraut, 2006
- P. galactalis (Hampson, 1916)
- P. maesi Leraut, 2006
- P. ocellalis (Lederer, 1863)
- P. polycyclophora (Hampson, 1916)
- P. terminalis (Rothschild, 1915)